# وليم فرنسيس نولان
وليم فرنسيس نولان (بالإنجليزية: William F. Nolan)‏ (6 مارس 1928، كانساس سيتي في الولايات المتحدة)؛ كاتِب، سيناريست وروائي أمريكي.

## روابط خارجية
- وليم فرنسيس نولان على موقع IMDb (الإنجليزية)
- وليم فرنسيس نولان على موقع ألو سيني (الفرنسية)
- وليم فرنسيس نولان على موقع ميوزك برينز (الإنجليزية)
- وليم فرنسيس نولان على موقع أول موفي (الإنجليزية)
- وليم فرنسيس نولان على موقع قاعدة بيانات الأفلام السويدية (السويدية)
- وليم فرنسيس نولان على موقع قاعدة بيانات الفيلم (الإنجليزية)
- وليم فرنسيس نولان على موقع كينوبويسك (الروسية)